# 中央税
中央税，简称国税，相對于地方税（地税）的称呼，由中央政府征收和管理的税收，属于中央财政收入的主要来源。

## 中華人民共和國的中央税
中華人民共和國1984年以前，除关税明确为中央税外，其他税种多为中央和地方比例分成收入。从1985年起，逐步采取按税种划分中央税和地方税。1985年3月21日国务院颁布的《关于实行“划分税种、核定收支、分级包乾”的财政管理体制的规定》和其他有关规定，明确列为中央税的有：关税、烧油特别税、专项调节税和特别消费税等，同时还按企业隶属关系，将下列各部门缴纳的税列作中央固定收入即国务院和部办委直接管理的国有企业的所得税和调节税；铁道部和各银行总行、保险公司的营业税；海关代征的产品税和增值税；海洋石油外资、合资企业的工商统一税、所得税；石油部、电力部、石油化学总公司、有色金属总公司所属企业的产品税、营业税、增值税，以其70％作为中央财政固定收入。
除了特别规定以外，现行中央税种类包括貨物稅、遺产税、遺产增值税、贈與稅、證券交易稅、期貨交易稅、菸酒税、特種貨物及勞務稅。属于中央和地方共享的税种有：所得税，包括个人所得税和事業所得稅、企业所得税與綜合所得稅。
中央税具体由中央税务署、賦稅署、關稅署、關務署征收，在中華人民共和國分为中國一级行政区、地和县三级，属于三级地方财政收入的范围；具体的征收和执行各省、自治区和直辖市不尽完全相同。